# The Black (álbum de Asking Alexandria)
The Black es el cuarto álbum de estudio de la banda británica de metalcore Asking Alexandria. Fue lanzado el 25 de marzo de 2016, siendo el primer y único álbum junto al vocalista Denis Shaforostov, quien estaba en reemplazo del vocalista original, Danny Worsnop. Worsnop volvió a la banda en octubre de 2016.

## Historia
El 22 de enero de 2015, el vocalista original, Danny Worsnop anuncia su retirada de la banda para enfocarse en su banda de rock, We Are Harlot. Luego de eso, meses después se da a conocer que el vocalista de la banda Down & Dirty, Denis Shaforostov sería el nuevo cantante de Asking Alexandria. Las versiones de la banda que tenía Denis en su cuenta de Youtube, above92, llamaron mucho la atención de Ben Bruce, el cual pensó «tiene que ser Denis» por su gran rango vocal inspirado en los primeros álbumes de Asking Alexandria, además de que pensó que en las presentaciones sonarían mejor que con su predecesor. La anterior banda de Denis también habría firmado con Sumerian Records, por lo que facilitó el contacto del mismo.
Denis comentó que él y sus fanáticos estaban muy entusiasmados de participar en la banda ya que se había perdido un poco la esencia en los últimos años por el cambio vocal de Worsnop. Ben Bruce dijo que el desinterés gradual de Danny en participar en la banda hizo que su salida fuera «inevitable» y «necesaria... diría por unos meses, pero creo que será por algunos años». Agregó, a «Danny dejó de importarle Asking Alexandria; su corazón ya no estaba en él. Le dejó de gustar gritar, le dejó de gustar la música pesada, le dejaron de gustar los fanáticos, le dejó de gustar todo lo que tenga que ver con Asking Alexandria». Bruce esperaba que la incorporación de Denis sea «la elección correcta» y agregó «[Pienso que Denis es] un increíble vocalista; su rango vocal y sus gritos son lo que Asking Alexandria necesita. Él ha sido fan de la banda durante mucho tiempo, así que está familiarizado con las canciones viejas y a él si le importa la banda».
Con Denis como vocalista permanente, tocaron en festivales como Rock am Ring, KnotFest México y Warped Tour en el verano de 2015, para promocionar el primer sencillo «I Won't Give In».

## Composición

### Influencia y estilos
Ben Bruce aseguró que The Black tendrá influencias de Guns N' Roses y Van Halen combinadas con influencias de bandas modernas como Avenged Sevenfold y Slipknot. También dijo que el álbum contendrá algunas canciones de Arena rock.
Denis dijo que no va a intentar copiar a su antecesor, Danny ya que quiere que se sienta como una nueva etapa para la banda.

## Recepción

### Danny Worsnop
Cuando salió «I Won't Give In», el primer sencillo junto con Denis Stoff, Worsnop ha comentado positivamente sobre la canción, comentando «Me alegra escuchar que esa mierda siga estando fuerte».

### Críticas
El álbum tuvo críticas variadas. La mayoría destacó lo que la banda quería lograr.

## Lista de canciones
1. Let It Sleep - 4:00
2. The Black - 4:42
3. I Won't Give In - 4:30
4. Sometimes It Ends - 4:46
5. The Lost Souls - 4:05
6. Just A Savle To Rock 'n Roll - 3:26
7. Send Me Home - 4:18
8. We'll Be Ok - 4:00
9. Here I Am - 4:20
10. Gone - 3:18
11. Undivided - 3:55
12. Circle By The Wolves - 4:12

## Bonus Track's
15. Here I Am (Rock Mix) - 3:15
16. The Black (Acoustic) - 4:20
17. I Won't Give In (Acoustic) - 3:40
18. To The Stage (Denis Version) - 4:00
19. The Death Of Me (Rock Mix)(Denis Version) - 3:30
20. Not American Average (New Version) - 3:42

## Personal

### Asking Alexandria
- Denis Stoff: voz principal, coros (en el track 10)
- Ben Bruce: guitarra líder, segunda voz, coros, teclados, voz principal (track 10)
- Cameron Liddell: guitarra rítmica
- Sam Bettley: bajo
- James Cassells: batería

### Producción
- Joey Sturgis: productor, mastering, mixing, ingeniero
- Chuck Alkazian: grabador de batería e ingeniero
- Sam Graves: editor de batería

## Posicionamiento
| Listas (2016)                       | Posición |
| ----------------------------------- | -------- |
| Australia (ARIA)                    | 4        |
| Austria (Ö3 Austria)                | 15       |
| Bélgica (Ultratop flamenca)         | 79       |
| Canadá (Billboard Canadian Albums)  | 14       |
| Finlandia (Suomen Virallinen Lista) | 38       |
| Alemania (Offizielle Top 100)       | 23       |
| Nueva Zelanda (Recorded Music NZ)   | 13       |
| Suiza (Schweizer Hitparade)         | 24       |
| Reino Unido (UK Albums Chart)       | 15       |
| Estados Unidos (Billboard 200)      | 9        |